# Veille propriété industrielle et intellectuelle
 (janvier 2023).
Si vous disposez d'ouvrages ou d'articles de référence ou si vous connaissez des sites web de qualité traitant du thème abordé ici, merci de compléter l'article en donnant les références utiles à sa vérifiabilité et en les liant à la section « Notes et références ».
La veille propriété industrielle et intellectuelle est l'ensemble des actions licites qui consistent à surveiller et/ou à rechercher des informations concernant un certain domaine.
Dans le cas de la propriété industrielle, on recherche des informations dans les brevets publiés dans un domaine technique. Ces recherches sont facilitées par le fait que les brevets sont très structurés.